# Лонго, Акилле (младший)
Акилле Лонго (итал. Achille Longo; 28 марта 1900, Неаполь — 28 мая 1954, Неаполь) — итальянский композитор и музыкальный критик. Сын Алессандро Лонго, внук Акилле Лонго (старшего).
Учился у своего отца, затем в Консерватории Сан-Пьетро-а-Майелла у Антонио Савасты; окончил курс как пианист (1918) и как органист и композитор (1920). В 1926—1930 гг. преподавал там же гармонию и контрапункт, в 1931—1933 гг. преподавал те же дисциплины в Пармской консерватории, затем вернулся в Неаполь и вновь преподавал контрапункт, а с 1941 г. и до конца жизни — композицию. С 1945 года директор Консерватории Сан-Пьетро-а-Майелла. Среди его учеников, в частности, Антонио Брага и Альдо Чикколини.
Одновременно с 1926 г. печатался как музыкальный критик, в том числе в 1947—1951 гг. в коммунистической газете L’Unità, выступая с прогрессивных позиций.
Автор фортепианного (1933) и скрипичного (1937) концертов, Реквиема и четырёхголосной мессы (то и другое 1933), камерных и вокальных сочинений, музыки к нескольким кинофильмам Луиджи Кьярини.